# Kapelle Maria Schnee (Nenzing)

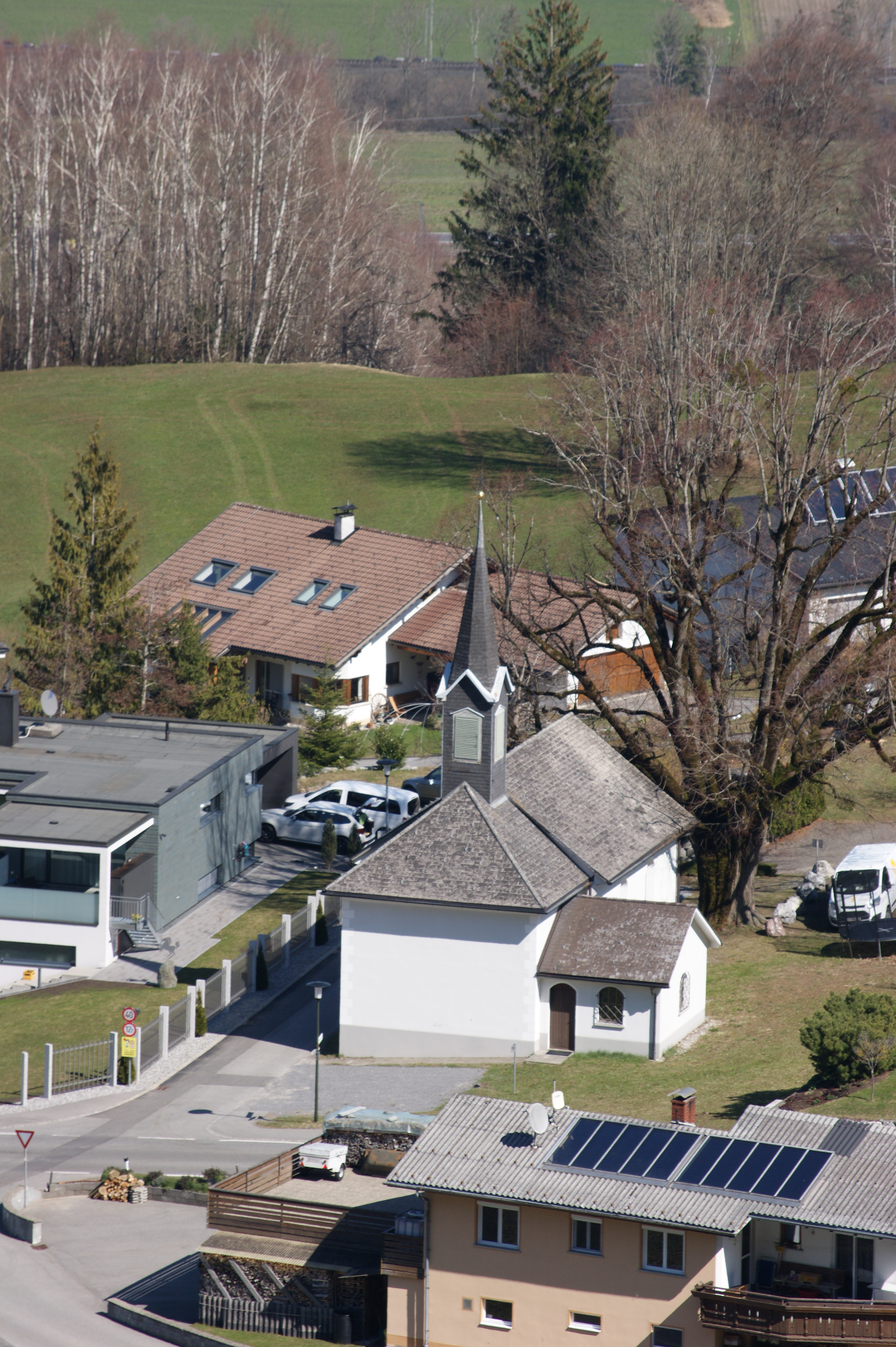
Kapelle Marie Schnee in Halden (Nenzing) vom Wanderweg nach Rungeletsch aus gesehen

Die römisch-katholische Kapelle Maria Schnee steht im Ortsteil Halden in der Marktgemeinde Nenzing im Bezirk Bludenz in Vorarlberg. Sie ist der Gottesmutter geweiht und gehört zur Pfarrkirche Nenzing und damit zum Dekanat Walgau-Walsertal in der Diözese Feldkirch. Das Bauwerk aus dem Jahr 1874 steht unter Denkmalschutz (Listeneintrag). Die Kapelle (ca. 626 m ü. A.) ist vom Ortszentrum von Nenzing etwa 5 km Luftlinie (von Frastanz etwa 2 km) entfernt und steht an der Grenze zur Gemeinde Frastanz an der Haldener Straße (L67) auf dem Weg nach Gampelün bzw. nach Gurtis.
Das Patrozinium wird Anfang August gefeiert.

## Geschichte
Die Kapelle wurde an Stelle eines Vorgängerbaus 1874 errichtet. Der Vorgängerbau aus dem 17. Jahrhundert soll als Pestkapelle errichtet worden sein und anlässlich der Josephinischen Kirchenreform war 1785 geplant, diesen zu schließen. 1790 war dieser Vorgängerbau jedenfalls wieder besucht und 1842 wurde dieser bis auf die Mauern mit werktätiger Beihilfe der Bewohner der Quart – Halden, Tobel, Büchel, Rungeletsch und Roßniß – und jener von Winkel, Gampelün, Gadon, Kosen und Anderhalben abgetragen und sozusagen neu errichtet.
An einem Umbau 2005/2006 war Hans Purin beteiligt.

## Kirchenbau
Es handelt sich um einen Bau mit annähernd rechteckiger Grundform und Südwest/Nordost-Ausrichtung. Das Satteldach und der Glocken-Dachreiter mit Giebelspitzhelm sind mit Eternit-Schindeln eingedeckt. Der Glocken-Dachreiter und die angebaute Sakristei befinden sich südöstlich zur Straße gewandt.
Der Kapellenbau ist etwa 14 Meter lang, 8 Meter breit und 8 Meter hoch (ohne Glocken-Dachreiter). Es finden etwa 100 Personen darin Platz. Der Hauptzugang auf der nordöstlichen Seite führt über eine sandsteingefasste Rundbogentüre aus Holz in relativ schlichter Ausführung. Oberhalb der Türe ist ein halbkreisförmiges Oberlicht.
Neben der Haupteingangstüre befindet sich eine mehrhundertjährige Sommerlinde (Naturdenkmal (Listeneintrag)).

## Ausstattung
Die in der Kapelle vorhandenen spätgotischen Plastiken, Maria mit Kind, Sulpitius und des Evangelisten Johannes wurde aus der alten Pfarrkirche von Frastanz hierher übertragen. Diese Plastiken sollen aus der Zeit um 1480 stammen.